# Hannes Amesbauer

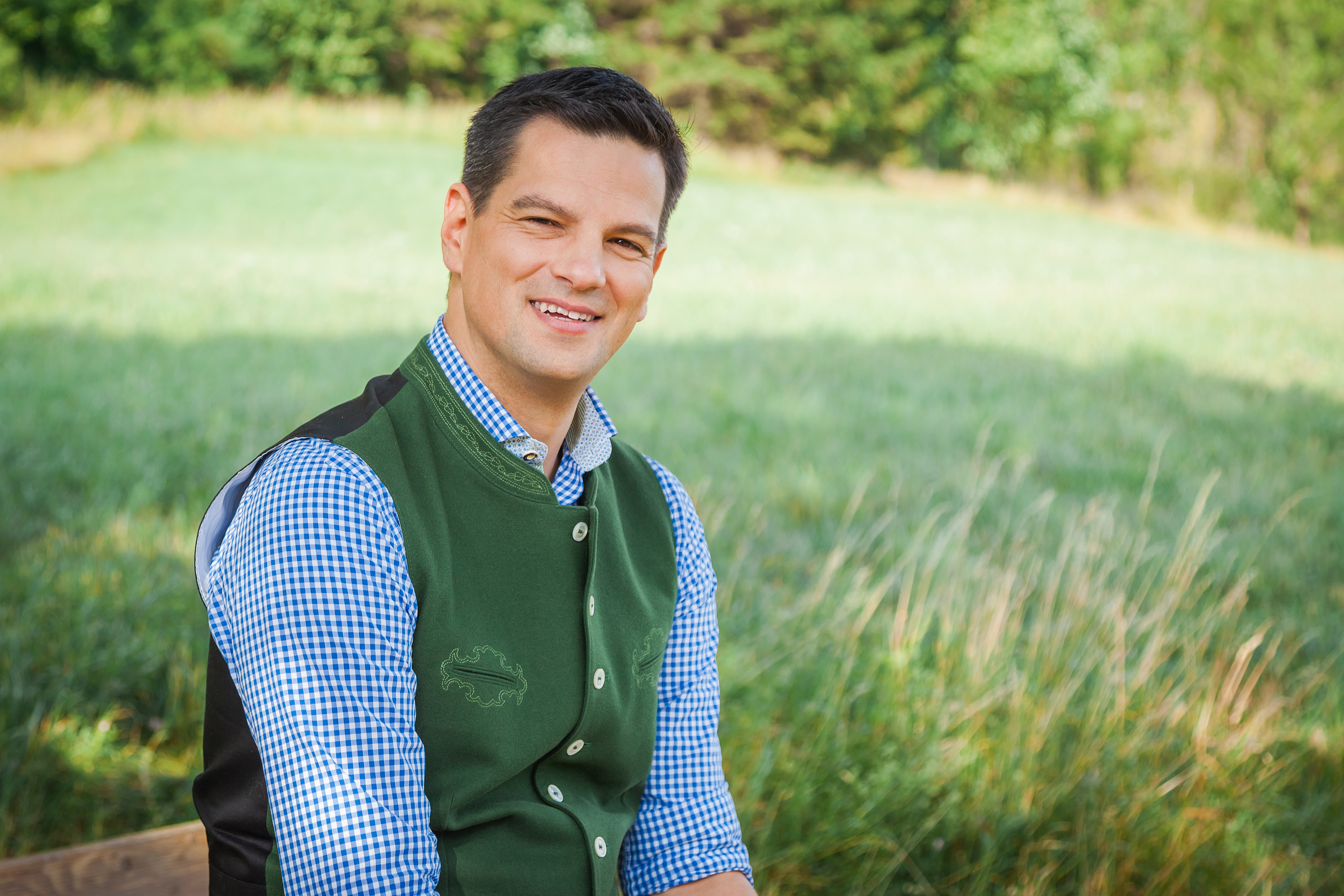
Hannes Amesbauer, 2020

Hannes Amesbauer (* 18. April 1981 in Bruck an der Mur) ist ein österreichischer Politiker (FPÖ) mit „Verbindungen in rechtsextreme und neonazistische Kreise.“ Seit Dezember 2024 gehört er als Landesrat der Landesregierung Kunasek im Bundesland Steiermark an. Von 2017 bis 2024 war er Abgeordneter zum Nationalrat und zuvor von 2010 bis 2017 Landtagsabgeordneter in der Steiermark. 

## Leben

### Ausbildung
Amesbauer besuchte zunächst vier Jahre lang die Volksschule in Neuberg an der Mürz und setzte seine Pflichtschulausbildung danach vier Jahre lang an der Hauptschule in Neuberg an der Mürz fort. Im Anschluss besuchte er ein Jahr lang den Polytechnischen Lehrgang in Mürzzuschlag und erlernte danach drei Jahre lang den Beruf des Steinmetzen, wobei er parallel die Landesberufsschule für Steinmetze in Graz besuchte. Er schloss seine Lehre mit der Lehrabschlussprüfung als Steinmetz ab und leistete in der Folge acht Monate seinen Grundwehrdienst bei der Garde in Wien ab. Er war darüber hinaus Facharbeiter und stand ein Jahr mit dem österreichischen Bundesheer im Einsatzraum Kosovo. Er arbeitete in der Folge als Produktionsmitarbeiter in einem Metallbetrieb und schloss zwischen 2005 und 2006 nebenberuflich die Matura an einer Abendschule in Wien ab. 2006 begann Amesbauer ein Studium der Politikwissenschaften, das er 2011 mit dem akademischen Grad Bachelor of Arts abschloss. 2019 schloss er ein Studium der Publizistik und Kommunikationswissenschaft als Magister ab.

### Privat
Amesbauer ist Mitglied der Akademischen Burschenschaft Oberösterreicher Germanen in Wien. Von 2008 bis 2010 war er als parlamentarischer Mitarbeiter des damaligen Nationalratsabgeordneten Mario Kunasek tätig. Amesbauer ist mit dem Dienstgrad Hauptbrandinspektor (HBI) Feuerwehrkommandant bei der FF Krampen (BFV Mürzzuschlag) tätig.
Amesbauer und Johanna Jachs (ÖVP) sind Eltern einer gemeinsamen Tochter (* 2019). Das Paar trennte sich später. Im Juni 2025 erfolgte die Hochzeit mit seiner Lebensgefährtin Petra Ackerl in der Oststeiermark.

## Politik und Funktionen
Amesbauer trat im Jahr 2002 dem Ring Freiheitlicher Jugend Österreich (RFJ) bei und wurde im Jahr 2004 Mitglied der Freiheitlichen Partei Österreichs. Im Jahr 2005 stieg er zum Ortsparteiobmann der FPÖ in Neuberg an der Mürz auf, zudem wirkte er zwischen 2006 und 2009 als Bezirksobmann des RFJ Mürzzuschlag. Von 2007 und 2009 war er Bundesgeschäftsführer des Rings Freiheitlicher Studenten sowie von 2007 bis 2009 Landesobmannstellvertreter des RFJ. Er wirkte zwischen 2007 und 2009 als Bezirksparteiobmannstellvertreter der FPÖ Mürzzuschlag und wurde im Juni 2009 zum Bezirksparteiobmann gewählt. Zwischen 2009 und 2013 war er als Landesobmann des RFJ Steiermark tätig und bekleidete in dieser Zeit auch die Funktion des RFJ-Bundesobmannstellvertreters. Während seiner Funktionsperiode häuften sich dort neonazistische und rechtsextreme Exzesse. Im Jahr 2013 wurde er infolge einer Fusion der ehemaligen politischen Bezirke Bruck an der Mur und Mürzzuschlag zum Bezirksparteiobmann der FPÖ Bruck-Mürzzuschlag gewählt.
Seit 2010 gehört er dem Gemeinderat der Marktgemeinde Neuberg an der Mürz an und war zwischen 2015 und 2020 auch Vizebürgermeister.
Amesbauer kandidierte bei der Landtagswahl 2010 für die FPÖ und wurde in der Folge am 21. Oktober 2010 als Abgeordneter zum Landtag Steiermark angelobt. Von 2014 bis zum Ende der Legislaturperiode 2015 fungierte er als Klubobmann des freiheitlichen Landtagsklubs. Im Jahr 2015 wurde er erneut in den Landtag gewählt und wurde Bereichssprecher für Soziales, Bildung und Einsatzorganisationen. 2016 wurde Amesbauer außerdem zum stellvertretenden Parteiobmann der FPÖ Steiermark ernannt und ist seit 2017 Mitglied des Bundesparteivorstandes. Um 2016 publizierte er in der rechtsextremen Monatszeitschrift Die Aula.
Bei der Nationalratswahl 2017 war er Spitzenkandidat der steirischen FPÖ und wurde am 9. November 2017 im Nationalrat als Abgeordneter angelobt. Im Zuge der Nationalratswahl 2019 war er erneut Spitzenkandidat der FPÖ Steiermark und ist seither stellvertretender Klubobmann sowie Sprecher für „Innere Angelegenheiten“ des FPÖ-Parlamentsklubs.
Politisch fokussiert sich Amesbauer auf die Themen Asyl- und Migrationspolitik sowie die Sicherheitspolitik. Er fordert einen Asylstopp, eine „Festung Österreich“, einen „echten Grenzschutz samt Pushbacks“ und kritisiert die „Asylbremse“ als „Showpolitik“, da die illegale Einwanderung nach Österreich ununterbrochen weitergehe. Außerdem kritisiert er „die permanente migrationsbefeuernde Auslegung der rechtlichen Bestimmungen auf europäischer Ebene“.
Seit dem 18. Dezember 2024 gehört er als Landesrat der Landesregierung Kunasek an. Seine Zuständigkeitsbereiche sind Soziales und Asyl/Migration, Umwelt, Natur- und Tierschutz sowie Raumordnung.

## Auszeichnungen
- 2024 Großes Goldenes Ehrenzeichen für Verdienste um die Republik Österreich[20]